# Divisione Nazionale B 1939-1940 (pallacanestro femminile)
La Divisione Nazionale B femminile 1939-1940 è stata la prima edizione organizzata dalla Gioventù Italiana del Littorio.
Vi hanno partecipato 15 squadre divise in quattro gironi. Al girone di finale erano ammesse le vincenti di ognuno dei 4 gironi di qualificazione. È stata vinta dalla G.I.L. Milano.

## IV Girone

### Classifica
|  | Pos. | Squadra        | Pt | G | V | P | PtF | PtS |
|  | ---- | -------------- | -- | - | - | - | --- | --- |
|  | 1.   | G.I.L. Bari    | 8  | 4 | 4 | 0 | 134 | 61  |
|  | 2.   | G.I.L. Messina | 6  | 4 | 2 | 2 | 63  | 100 |
|  | 3.   | G.I.L. Napoli  | 4  | 4 | 0 | 4 | 62  | 98  |

Legenda:
      Ammessa al girone finale.
Regolamento:
Due punti a vittoria, uno a sconfitta.

## Girone finale
Il campionato nazionale della Gioventù Italiana del Littorio si è disputato ad Abbazia dal 3 al 5 maggio 1940.

### Classifica
|  | Pos. | Squadra        | Pt | G | V | P | PtF | PtS |
|  | ---- | -------------- | -- | - | - | - | --- | --- |
|  | 1.   | G.I.L. Milano  | 6  | 3 | 3 | 0 | 67  | 55  |
|  | 2.   | G.I.L. Genova  | 5  | 3 | 2 | 1 | 63  | 68  |
|  | 3.   | G.I.L. Bologna | 4  | 3 | 1 | 2 | 65  | 65  |
|  | 4.   | G.I.L. Bari    | 3  | 3 | 0 | 3 | 54  | 66  |

Legenda:
      Vincitrice del campionato nazionale GIL.
Regolamento:
Due punti a vittoria, uno a sconfitta.

## Verdetti
- G.I.L. Milano vince il campionato di Divisione Nazionale B.